# سد سفیدرود
سد سفیدرود یا سد منجیل، سدی است که در ابتدای رودخانه بزرگ سفیدرود بر روی رود قزل‌اوزن در نزدیکی منجیل ساخته شده‌است و برای تنظیم آب این دو رود برای کشاورزی در جلگه گیلان و نیز تولید برق به کار می‌رود. ارتفاع سد از کف رودخانه ۱۰۶ متر و طول تاج آن ۴۲۵ متر است. سد سفیدرود پنج واحد تولید برق دارد که در مجموع بیش از ۸۷ مگاوات برق تولید می‌کند.
نام این سد قبل از انقلاب اسلامی سال ۱۳۵۷، سد فرح پهلوی بود.

## نام
این سد که توسط دولت دکتر مصدق ساخته شد در هنگام ساخت و اوایل دوره بهره‌برداری به سد سفیدرود معروف بود. از سال ۱۳۴۶ آن را سد فرح پهلوی نامیدند. از سال ۱۳۵۷ تاکنون به نام اولیه یعنی سد سفیدرود خوانده می‌شود.

## تاریخچه
به موجب لایحه قانونی ساختمان سد سفید رود به تاریخ ۲۶ اسفند ۱۳۳۱ سازمان برنامه مکلف به مطالعه و تدارک مقدمات احداث سد سفید رود و بانک ملی مکلف به تأمین وام شد. کلیه مالکانی که شالیزارهایشان از سفید رود یا شاخه‌های آن آبیاری می‌شد، برای هر یک جریب برنج کاری سالیانه بیست تومان از بابت خرید سهام بپردازند. تصدی و بهره‌برداری سد نیز تا استهلاک هزینه‌های ساخت به عهده سازمان برنامه محول شد.
مطالعات سد سفیدرود و تهیه و تنظیم پروژه‌های آن به شرکت اتکو و مؤسسه فرانسوی اوفر (O.F.E.R) واگذار شد. در ۲۹ اردیبهشت ۱۳۳۲ موافقت‌نامه‌ای با سه شرکت فرانسوی کام پتن، برنارد و بیلیارد هد سنت برای مطالعات و کارهای مقدماتی امضاء شد. بنا بر این موافقت‌نامه، مقاطعه کاران فرانسوی متعهد شدند همکاری یک یا چند مؤسسه ایرانی را جلب کنند.
از ۲۹ دی تا دهم بهمن ۱۳۳۲ هیئتی از مهندسان شرکت‌های مقاطعه‌کار فرانسوی از محل بازدید کردند. نقشه‌برداری از محل از هفدهم اسفند ۱۳۳۲ تا دهم خرداد ۱۳۳۳ انجام گرفت و در ۲۲ اسفند ۱۳۳۲ یک بادسنج در محل سد نصب شد. طغیان سفید رود، آغاز سونداژ را مدتی به تأخیر انداخت تا اینکه این عملیات از تیر ۱۳۳۳ آغاز شد. ساخت سد در ۲۵ بهمن ۱۳۴۰ به پایان رسید و بهره‌برداری از آن در ۲۹ اردیبهشت ۱۳۴۱ آغاز شد.

## مجسمه فرح پهلوی
در روز دوشنبه ۱۳ شهریور سال ۱۳۵۱، بخاطر اینکه اکثریت مطلق مردم، سد سفیدرود را حاصل زحمات دکتر مصدق و ثمره دولت کوتاه ملی میدانستند، حکومت پهلوی اسم سد را به فرح پهلوی تغییر داده و پیکره‌ای از شهبانو فرح پهلوی در میان این سد نصب گردید که در اسفند ماه سال ۱۳۵۷ و در جریان انقلاب اسلامی ایران توسط مردم پایین کشیده شد.

## رسوب‌گیری
سد سفیدرود یکی از رسوب‌گیرترین سدهای جهان است. اکنون بیش از نیمی از گنجایش سد را رسوبات پر کرده‌است. از سال ۱۳۵۹ تاکنون عملیات شاس و تغییر زمان‌بندی پر و خالی کردن سد برای رفع این مشکل به کار گرفته شده‌است. همچنین احداث چند سد انحرافی برای رسوب‌گیری آب رودهای شاهرود و قزل‌اوزن در دست اقدام است.

## نگارخانه

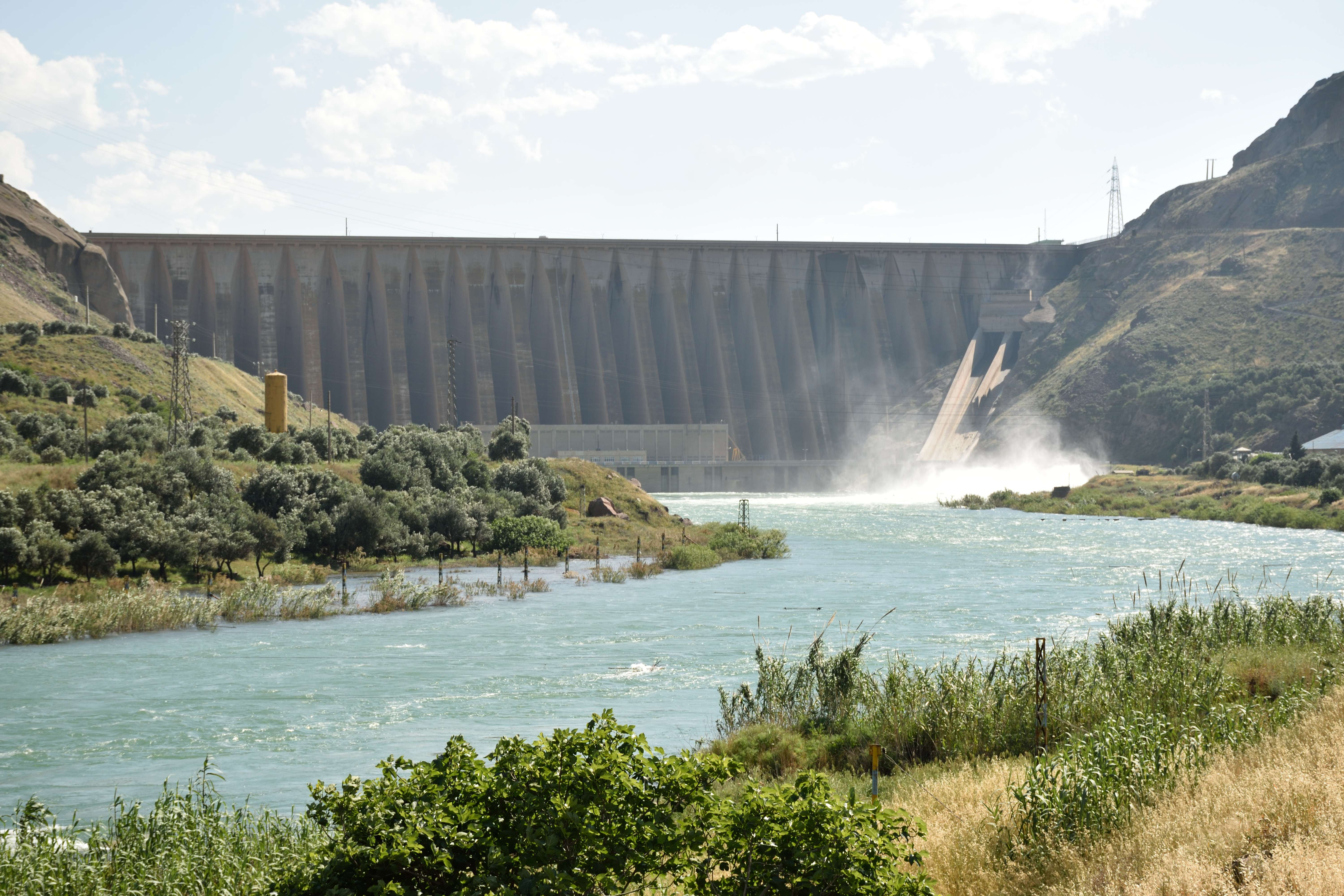
سد سفید رود
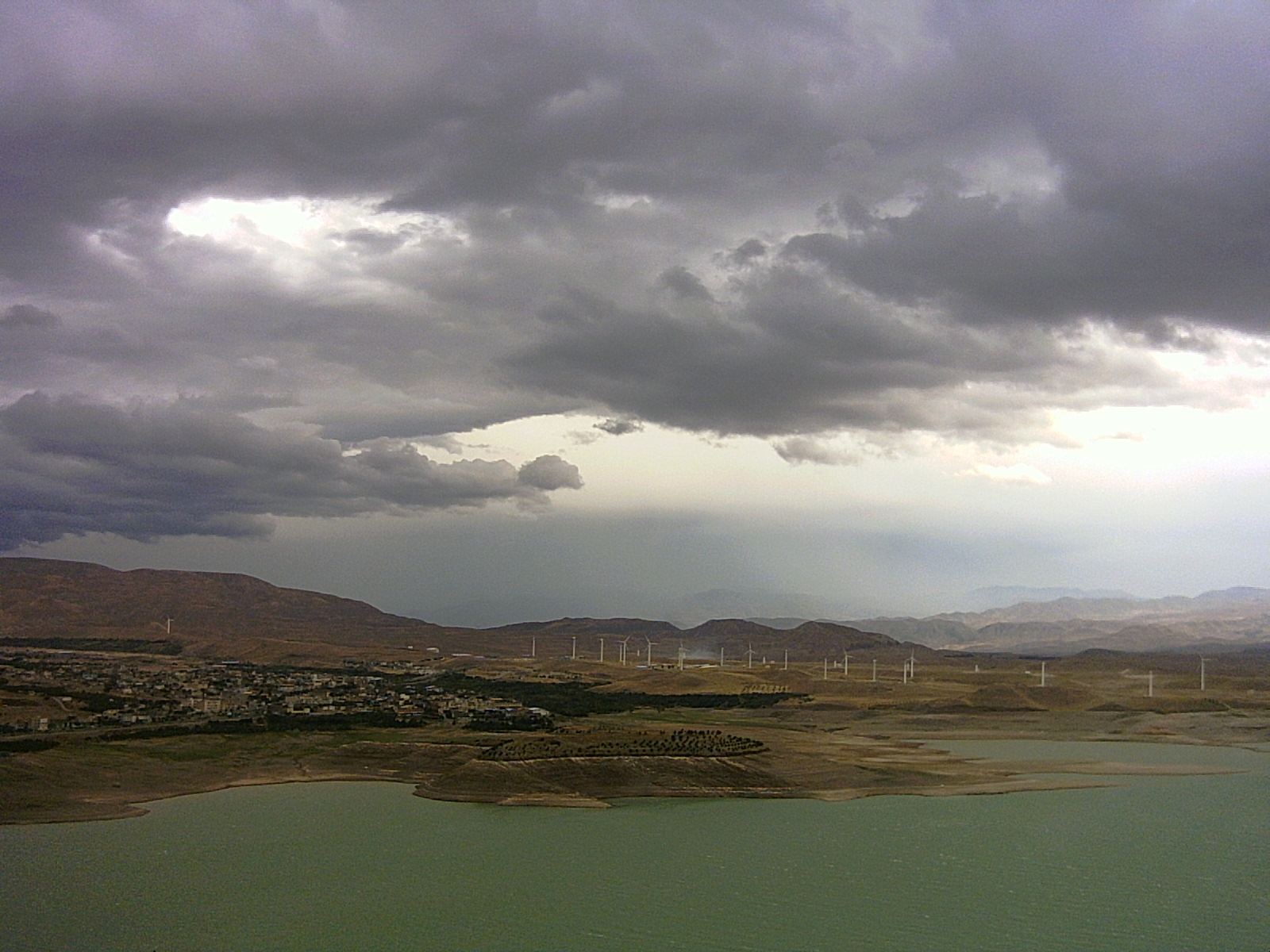
تصویر شهر منجیل و نیروگاه بادی از روی سد
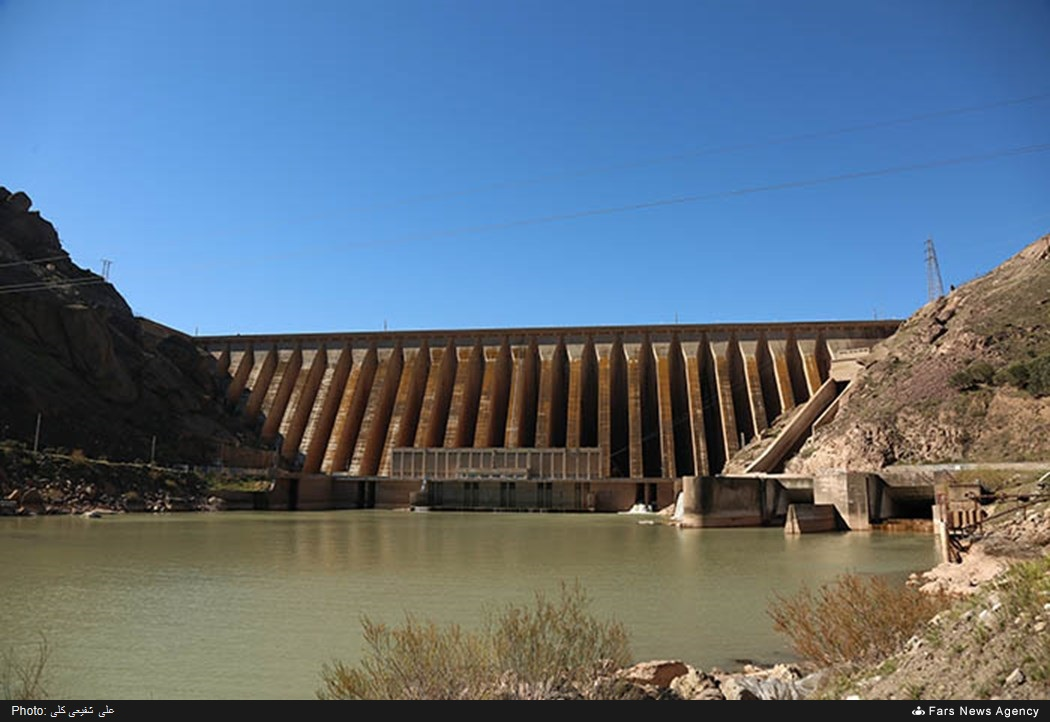
سد سفید رود
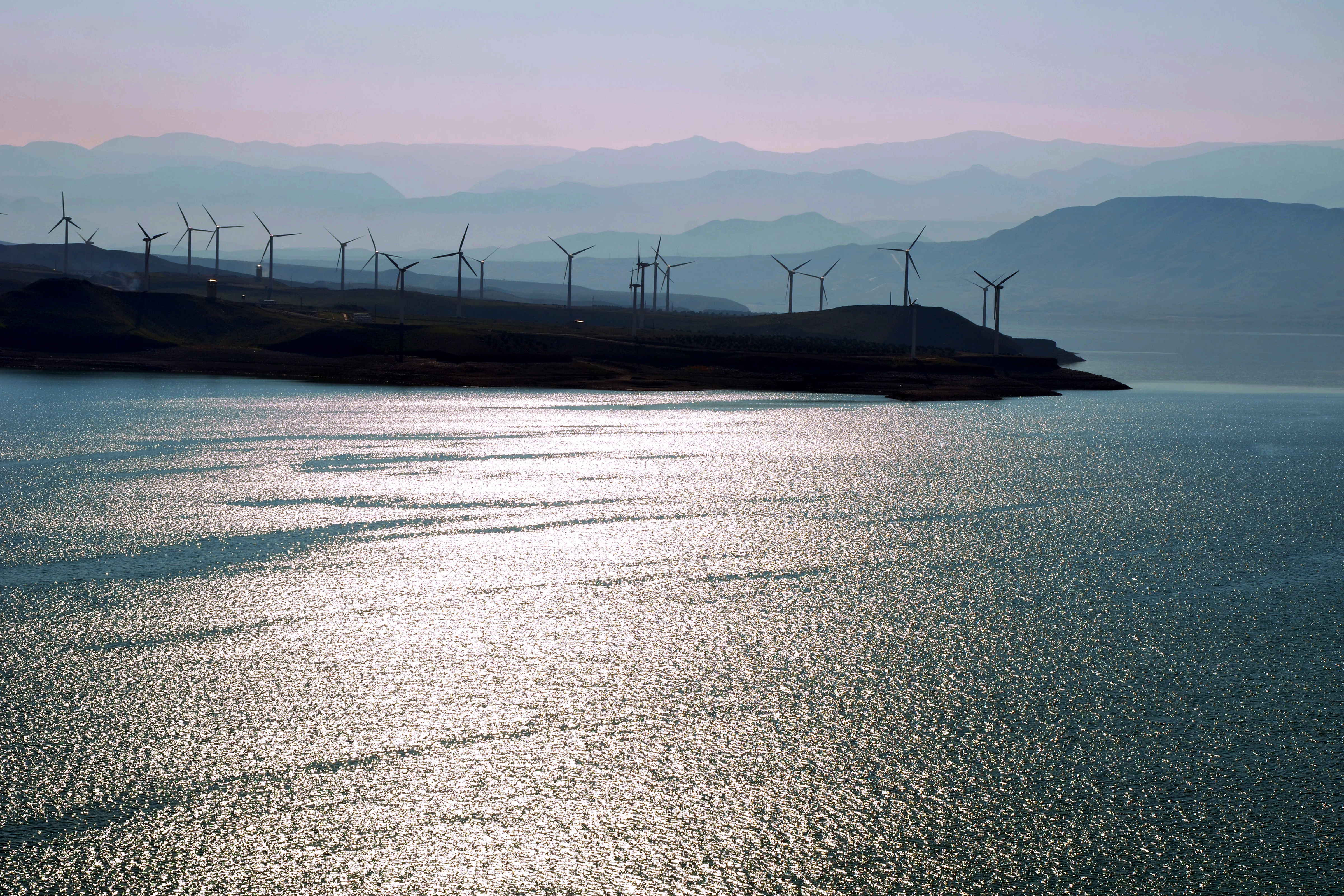
عکس ضلع شرقی دریاچه